# Adolphe Max
Adolphe Eugène Jean Henri Max (30. december 1869 i Bruxelles – 6. november 1939 samme sted) var en belgisk liberal politiker, der var borgmester i Bruxelles fra 1909 til sin død.
Han blev uddannet i jura fra Université Libre de Bruxelles og arbejdede som jurist ved siden af sit journalistiske arbejde. Som 25-årig blev han valgt til provinsparlamentet i Brabant, og efter at have arbejdet som magistrat blev han borgmester i Bruxelles 6. december 1909.
Da Tyskland havde besat Bruxelles under 1. verdenskrig, afviste Max at samarbejde med besættelsesmagten. Det betød, at han blev arresteret og taget til fange, først i Namur, senere i Glatz. 13. november 1918 lykkedes det ham at undslippe. Charles Lemonnier fungerede som borgmeester under hans fravær. Ved hjemkomsten til Bruxelles blev Adolphe Max modtaget som en folkehelt.
I 1919 blev han valget til Repræsentanternes Hus, hvor han førte kampagne for en universel valgretsalder – et mål, som ikke blev opfyldt før efter hans død. Blandt monumenterne fra Max' borgmesterperiode er dele af Det Kongelige Kunstmuseum og Heysel Park, der blev opført til Expo i 1935. 